# Kaigosuit Islands
Kaigosuit Islands är en ö i Kanada.   Den ligger i territoriet Nunavut, i den östra delen av landet, 2 300 km norr om huvudstaden Ottawa. Arean är 1,1 kvadratkilometer.
Terrängen på Kaigosuit Islands är platt. Öns högsta punkt är 65 meter över havet. Den sträcker sig 1,3 kilometer i nord-sydlig riktning, och 1,6 kilometer i öst-västlig riktning.
Trakten runt Kaigosuit Islands består i huvudsak av gräsmarker. Trakten runt Kaigosuit Islands är nära nog obefolkad, med mindre än två invånare per kvadratkilometer.